# D Base
D Base je slovenska pop-rap skupina oziroma hiphop kolektiv, ki deluje od poletja 2015.
Gre za skupni projekt pevca Benjamina Dolića, ki se je kot imitator Michaela Jacksona predstavil v 1. sezoni oddaje Slovenija ima talent, ter raperjev Nejca Žehlja, ki deluje pod umetniškim imenom 9ka, in Davida (Domjaniča). 9ka ima za sabo en album (Vidu, slišu, 2011), David pa dva (Impulz, 2010 in Kje smo?, 2012); oba sta sodelovala z mnogimi vidnejšimi imeni slovenske rap scene: prvi z Zlatkom, Dornikom, Adamom Velićem in hrvaškim raperjem Rolandom Orlandijem, drugi pa s Trkajem, Klemnom Klemnom, Zlatkom, Flamiejem, Mirkom in Muratom.
9ka in David sta sodelovala že prej, prav tako sta se poznala tudi 9ka in Dolić, do skupnega sodelovanja vseh treh pa je prišlo po zaslugi Alexa Volaska: Dolić in 9ka sta pri njem snemala skladbo, po obisku v studiu pa se jima je pridružil še David. Doslej so izdali eno pesem – »Tvoj dan«, na Emi 2016 pa so se predstavili s komadom Alexa Volaska »Spet živ«, za katerega so prispevali besedilo.